# Мінерал (Іллінойс)
Мінерал (англ. Mineral) — селище (англ. village) в США, в окрузі Бюро штату Іллінойс. Населення — 206 осіб (2020).

## Географія
Мінерал розташований за координатами 41°22′57″ пн. ш. 89°50′11″ зх. д. / 41.38250° пн. ш. 89.83639° зх. д. (41.382411, -89.836334).  За даними Бюро перепису населення США в 2010 році селище мало площу 0,90 км², уся площа — суходіл. В 2017 році площа становила 1,51 км², уся площа — суходіл.

## Демографія
Згідно з переписом 2010 року, у селищі мешкало 237 осіб у 101 домогосподарстві у складі 62 родин. Густота населення становила 263 особи/км².  Було 114 помешкання (127/км²).
Расовий склад населення:
| - 98,3 % — білих - 1,7 % — осіб інших рас |

До двох чи більше рас належало 0,0 %. Частка іспаномовних становила 1,7 % від усіх жителів.
За віковим діапазоном населення розподілялося таким чином: 24,9 % — особи молодші 18 років, 58,2 % — особи у віці 18—64 років, 16,9 % — особи у віці 65 років та старші. Медіана віку мешканця становила 39,4 року. На 100 осіб жіночої статі у селищі припадало 102,6 чоловіків;  на 100 жінок у віці від 18 років та старших — 95,6 чоловіків також старших 18 років.
Середній дохід на одне домашнє господарство  становив 47 158 доларів США (медіана — 36 250), а середній дохід на одну сім'ю — 52 899 доларів (медіана — 39 167). Медіана доходів становила 41 250 доларів для чоловіків та 31 250 доларів для жінок. За межею бідності перебувало 21,8 % осіб, у тому числі 29,7 % дітей у віці до 18 років та 6,9 % осіб у віці 65 років та старших.
Цивільне працевлаштоване населення становило 113 особи. Основні галузі зайнятості: освіта, охорона здоров'я та соціальна допомога — 23,9 %, роздрібна торгівля — 15,0 %, виробництво — 13,3 %.